# Мироново (Кишертский район)
Мироново — деревня в Кишертском муниципальном округе Пермского края России.

## История
В период с 2006 по 2019 годы входила в состав ныне упразднённого Андреевского сельского поселения Кишертского района.

## География
Деревня находится в юго-восточной части края, в зоне хвойно-широколиственных лесов, на правом берегу реки Барды, на расстоянии приблизительно 8 километров (по прямой) к северо-востоку от села Усть-Кишерть, административного центра округа. Абсолютная высота — 144 метра над уровнем моря.
Климат
Климат характеризуется как умеренно континентальный, с продолжительной многоснежной холодной зимой и коротким умеренно тёплым летом. Средняя многолетняя температура самого холодного месяца (января) составляет −17,3 °С (абсолютный минимум — −51 °С), температура самого тёплого (июля) — 24,8 °С (абсолютный максимум — 37 °С). Среднегодовое количество осадков — 532 мм. Снежный покров держится в течение 170 дней в году.

## Население
| 2010 | 2011 | 2012 | 2013 | 2014 | 2015 | 2016 |
| ---- | ---- | ---- | ---- | ---- | ---- | ---- |
| 6    | →6   | ↘4   | →4   | ↗8   | →8   | ↘7   |

Половой состав
По данным Всероссийской переписи населения 2010 года в половой структуре населения мужчины составляли 33,3 %, женщины — соответственно 66,7 %.
Национальный состав
Согласно результатам переписи 2002 года, в национальной структуре населения русские составляли 93 % из 14 чел.